# Turnover
Turnover (с англ. — «оборот») — американская рок-группа из Верджиния-Бич, штат Виргиния. Turnover выпустили пять альбомов, два EP и два сингла.

## История
Сформированная в Верджиния-Бич в 2009 году, Turnover изначально зарекомендовала себя как эмо-поп-группа в духе таких групп, как The Get Up Kids и Texas Is the Reason, прежде чем перейти к более созерцательному дрим-попу. Квартет, изначально состоявший из вокалиста Остина Гетца, барабанщика Кейси Гетца, басиста Дэнни Демпси и гитаристов Алекса Димаиуата и Кайла Когана, появился на сцене в 2011 году с одноименным EP. Сплит-сингл с Citizen последовал в следующем году, прежде чем группа дебютировала в полнометражном формате с Magnolia (2013) на Run for Cover Records. К этому времени и Димаиуат, и Коган покинули группу, а Эрик Суси подписал контракт в качестве ведущего гитариста, а Остин Гетц взял на себя ритм-гитару. С новым составом второй релиз, Peripheral Vision (2015), представлял собой сдвиг в стиле в сторону более мелодичного, мечтательного инди-рока. Это тональное изменение было продолжено на их третьем альбоме, Good Nature (2017), который, как и его предшественник, был спродюсирован Уиллом Йипом. Хотя он и появился на пластинке, гитарист Эрик Суси ушел незадолго до ее августовского релиза. Turnover продолжили как трио с гастролирующими гитаристами Шейном Мораном и Ником Рэйфилдом, исполняющими роль Суси на сцене. Переезд через всю страну в Калифорнию застал фронтмена Остина Гетца географически отделенным от двух его коллег по группе, хотя они продолжали сотрудничать над новым материалом. Собравшись вновь в Studio 4 давнего продюсера Йипа, группа продолжила исследовать новые горизонты на Altogether (2019), добавив лаунж и джазовые штрихи к своему все более попсовому звучанию. Группа отправилась в турне и, закончив тур по Северной Америке, направилась в Европу. Эта прогулка была прервана пандемией COVID-19, и группа отправилась домой. Вернувшись, они обратились к занятиям вне музыки, чтобы помочь им выжить. Остин Гетц изучал медитацию и присоединился к местной добровольной пожарной части, его брат Кейси нашел работу в государственном парке, Демпси совершенствовал свои художественные навыки, а гитарист Рэйфилд, который теперь был полноправным участником группы, катался на коньках и управлял розничным бизнесом. Когда они снова собрались вместе, чтобы записаться, Остин Гетц взял на себя роль сопродюсера с Йипом, и группа добавила диско-струнные, слоукорные настроения и автонастройку в свою звуковую схему. Получившийся в результате альбом Myself in the Way (2022) — это богато текстурированный, плавно вылепленный поп-альбом, в котором есть только самый незначительный след эмо, сохраняющийся в искренней, неприкрытой честности текстов песен.

## Характеристики
Стиль
Согласно AllMusic, Turnover переросли свои корни в эмо и панк-роке и развили свой стиль в «более интроспективное звучание, которое включало в себя пышность дрим-попа и нежные мелодии инди-попа». Magnolia была отнесена к категориям эмо и поп-панка. Peripheral Vision была отнесена к категориям инди-рока софт-гранжа и дрим-попа.

## Дискография
Смотри статью «Дискография Turnover» в англ. разделе.
Студийные альбомы
- Magnolia (2013)
- Peripheral Vision (2015)
- Good Nature (2017)
- Altogether (2019)
- Myself in the Way (2022)